# Полицейская в Нью-Йорке
Полицейская в Нью-Йорке (итал. La poliziotta a New York) — итальянская эротическая комедия фильм режиссера Микеле Массимо Тарантини. Премьера состоялась 21 ноября 1981 года. Съемки фильма проходили в Риме и Нью-Йорке.

## Сюжет
На этот раз Джанну Амикучи вместе с напарником приглашают в Нью-Йорке принять участие во взятии контрабандиста и мафиози. Последний имеет девушку, на которую похожа Джанна, и охранника, на которого похож ее напарник. Они подменяют обоих и ведут дело под прикрытием. Фильм особенный тем, что в конце происходят активные действия и борьба на самолете, что летит.